# Adelheid Salles-Wagner

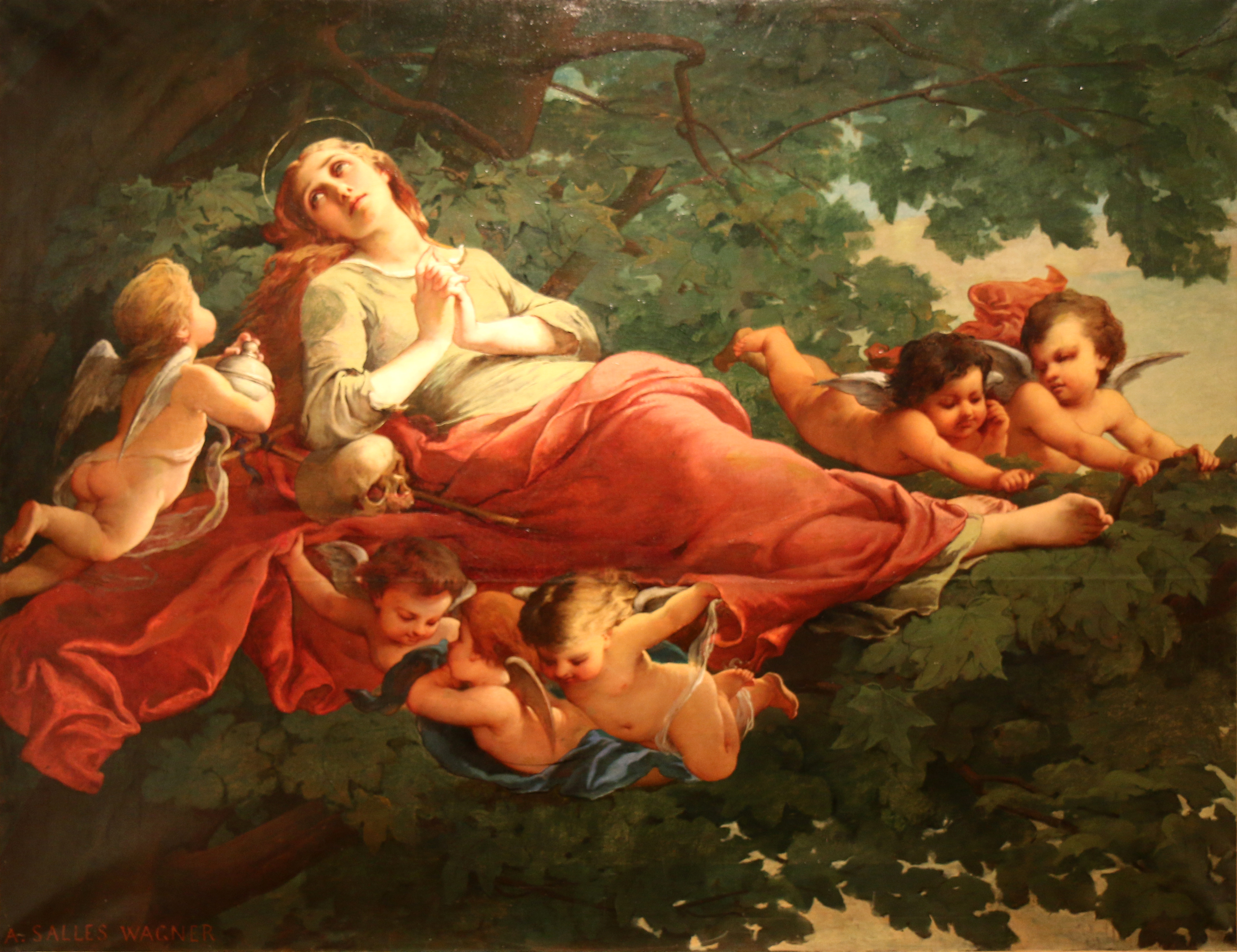
”Santa Madalena mecida por los ángeles”, Musée d'Art de Toulon

Adélaïde Salles-Wagner, Adelheid Wagner (Dresde, 1825-París, 2 de julio de 1890) fue una pintora germano-francesa.

## Biografía
Como su hermana pequeña Elise se formó en la Academia de Bellas Artes de Dresde y luego estudiaron en Francia con maestros como Louis Janmot, Jules Coignet o Claudius_Jacquand.
En 1865 se casó con Jules Salles, pintor y conservador del Museo de Bellas Artes de Nimes.